# (400406) 2008 BO20
(400406) 2008 BO20 es un asteroide perteneciente al cinturón de asteroides, región del sistema solar que se encuentra entre las órbitas de Marte y Júpiter, descubierto el 30 de enero de 2008 por el equipo del Catalina Sky Survey desde el Catalina Sky Survey, Arizona, Estados Unidos.

## Designación y nombre
Designado provisionalmente como 2008 BO20. 

## Características orbitales
2008 BO20 está situado a una distancia media del Sol de 2,671 ua, pudiendo alejarse hasta 3,062 ua y acercarse hasta 2,280 ua. Su excentricidad es 0,146 y la inclinación orbital 11,74 grados. Emplea 1594,73 días en completar una órbita alrededor del Sol.

## Características físicas
La magnitud absoluta de 2008 BO20 es 16. 